# 田中昭二 (物理学者)
田中 昭二（たなか しょうじ、1927年9月19日 - 2011年11月11日）は、日本の応用物理学者。東京大学名誉教授。国際超電導産業技術研究センター顧問。妻は「わいふ」編集長を務めた田中喜美子。

## 略歴
神奈川県小田原市出身。1950年、東京大学工学部応用数学科 卒業。
1968年5月、東京大学工学部教授に就任。
1986年12月、IBMチューリッヒ研究所のミュラーとベドノルツが発表していた酸化銅を含むセラミックが超伝導体であることを田中研究室が証明した。
1988年1月、財団法人国際超電導産業技術研究センター副理事長。同年3月に東京大学工学部を定年退官後は東海大学工学部教授、超電導工学研究所長を歴任した。
1990年、紫綬褒章受章。1999年、勲三等旭日中綬章受章。
2011年11月11日、肺炎のため死去。84歳没。

## 著書
- 入門超々LSI 日本経済新聞社, 1986.6. 日経ハイテクシリーズ
- 産業技術と未来社会 未来産業技術研究振興財団, 1994.3.

## 共編著
- 半導体工学演習 第1 小林嶺夫共著. 学献社, 1967.
- 超電導とは何か―スーパーハイテクの衝撃（共編、日本経済新聞社、1987年6月
- 超伝導の衝撃 田中昭二教授が語る 大山茂夫共著 1988.3. 朝日ブックレット
- 超電導は物理学を変えるか 21世紀を制するスーパーテクノロジー 餌取章男共著 三田出版会, 1989.9. ソフトテクノロジーシリーズ. 対話
- 高温超電導 実用化に迫る研究最前線 編著. 読売新聞社, 1991.6. 読売科学選書
- 超電導のおはなし 編. 日本規格協会, 1993.2.

## 翻訳
- 物理・化学辞典 John Daintith編 笛木和雄共監訳 朝倉書店, 1980.9. 朝倉科学辞典シリーズ